# 宋尹学派
宋尹学派是战国时期的一個哲学派别。其主要代表人物为宋鈃、尹文，他們都是齐国稷下学士。宋、尹主张人与人之间和諧相處，国与国之间和平相處，反对诸侯间兼并战争。他們還提出人们的认识有偏见，只有破除成见，才能认识事物的真相。宋尹学派的著作沒有流傳下來。也有說法認為管子中的《內業》、《白心》、《心術》為宋尹学派的著作。《庄子》、《荀子》、《韩非子》、《吕氏春秋》等书中有與宋尹学派的思想有關的內容。